# Nut
Nut és la deessa de la mitologia egípcia relacionada amb el cel, filla de Tefnut i Shu, germana de Geb, de qui és esposa i amb qui va engendrar Seth, Neftis, Isis i Osiris. Ra la recorre cada dia amb Sektet. Surt de la seva vulva a la matinada i entra a la seva boca al vespre.
Els egipcis, al igual que altres moltes cultures de l'Antiguitat, identificaren els elements primordials de la naturalesa amb deus. Així, l'aire era el déu Shu i la humitat, la deessa Tefnut. De la unió d'ambdós va néixer la terra, Geb, Seb o Keb, i el cel, Nut, deessa creadora de tots els astres.
Un dels títols de Nut era la gran que dona el naixement als deus. D'acord amb un mite d'Heliòpolis, el déu Atum havia creat el món a partir dels seus fluids interns. D'aquesta forma sorgiren els primers deus: Shu i Tefnut. Segons un mite posterior, el déu Ra tingué enveja d'ells i els manà separar per mitjà de Shu, que s'interposà entre els seus fills i els prohibí procrear en qualsevol dia de l'any. Mercès a un estratagema del déu Thoth, que creà un mes de cinc nous dies, Nut va poder donar a llum els deus més importants: Osiris, Isis, Seth, Neftis i Horus. A més, Nut també apareix en el panteó egipci com la deessa creadora de l'univers físic i com la reguladora dels moviments dels astres.

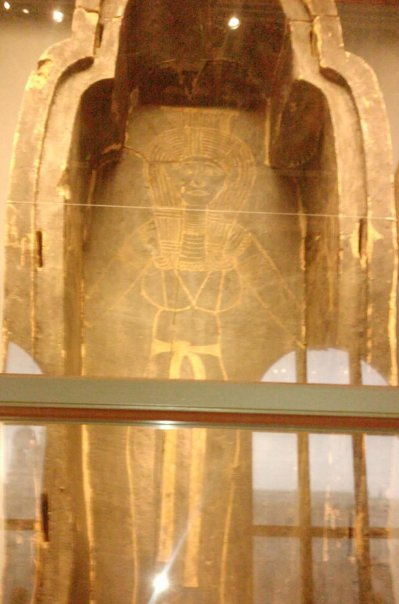
Interior del sarcòfag de Nut

Nut, recolzada en les seves quatre extremitats, forma la volta celeste, en la qual s'hi veuen les estrelles. Un falcó amb testa humana representa el Ba, ànima del difunt que pot desplaçar-se per la tomba. Entre el cel i la terra s'hi troba Shu, déu de l'aire, que impedeix la unió dels elements. Geb, personificació de la terra, resta ajagut en el sol i sobre la seva esquena i creixen les plantes.

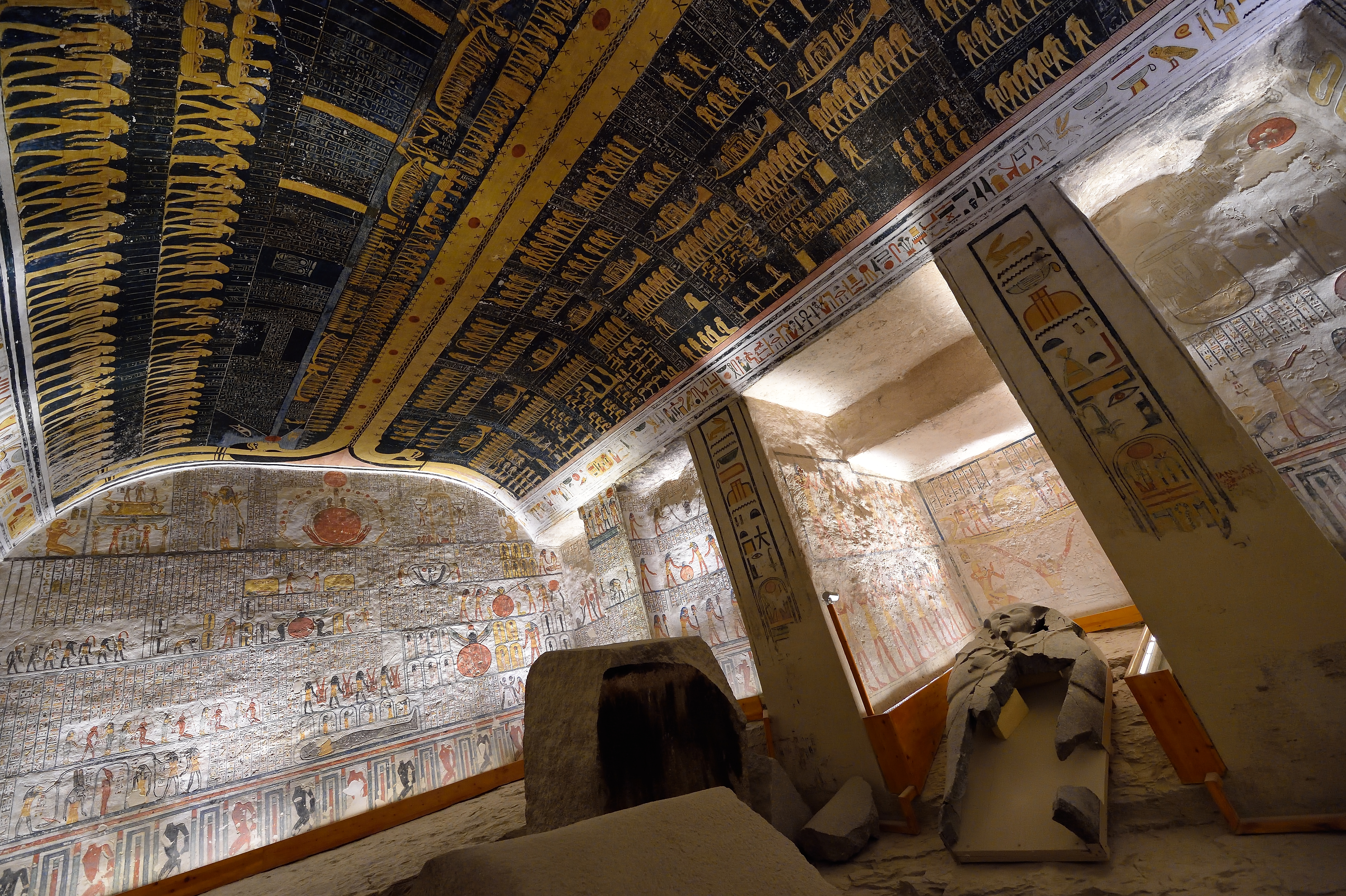
Tomba de Ramsès VI

En els papirs, el tema de Nut i la creació del món és molt freqüent sobretot en els papers funeraris, ja que hi havia la creença que en el Més Enllà, els difunts es convertien en estrelles. Sovint, Nut es representa en l'interior dels sarcòfags, però a vegades també apareix en els laterals, d'aquests.
El sarcòfag que mostra la fotografia està concebut com un petit cosmos, on la deessa celeste Nut apareix. Nut fou adorada arreu d'Egipte, malgrat que no s'ha trobat cap temple dedicat a ella. La senyora del cel, tanmateix, pot veure's en ofrenes fetes a la mateixa Nut o a d'altres deus.

## La nit s'empassa el Sol
Segons els mites solars, cada nit Nut s'empassava el Sol i, després del seu recorregut nocturn pel món subterrani, l'expulsava convertit en l'escarabat Khepri, sol del matí. Aquest mite es troba en un dels texts màgics que han arribat fins a nosaltres, el Llibre de les cavernes, i es pot veure's representat en moltes tombes reials, com en aquest fotografia, presa en la tomba de Ramsès VI a Tebes. En el relat, el faraó, assimilat a Ra, es regenera mercès a la força vivificadora de Nut, mare de l'astre rei.